# 防毒面具

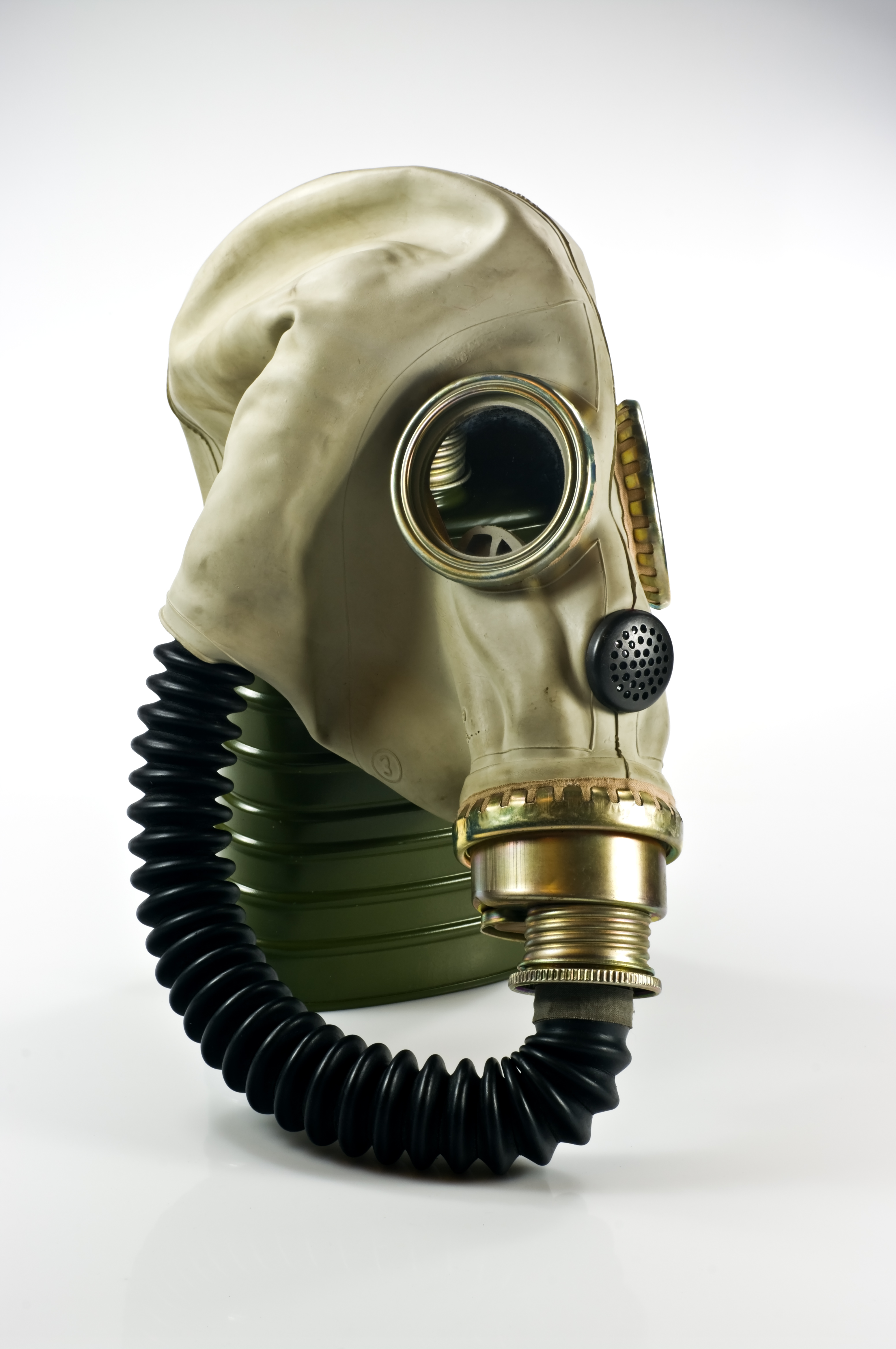
一个波兰MUA防毒面具, 使用于1970年代和1980年代

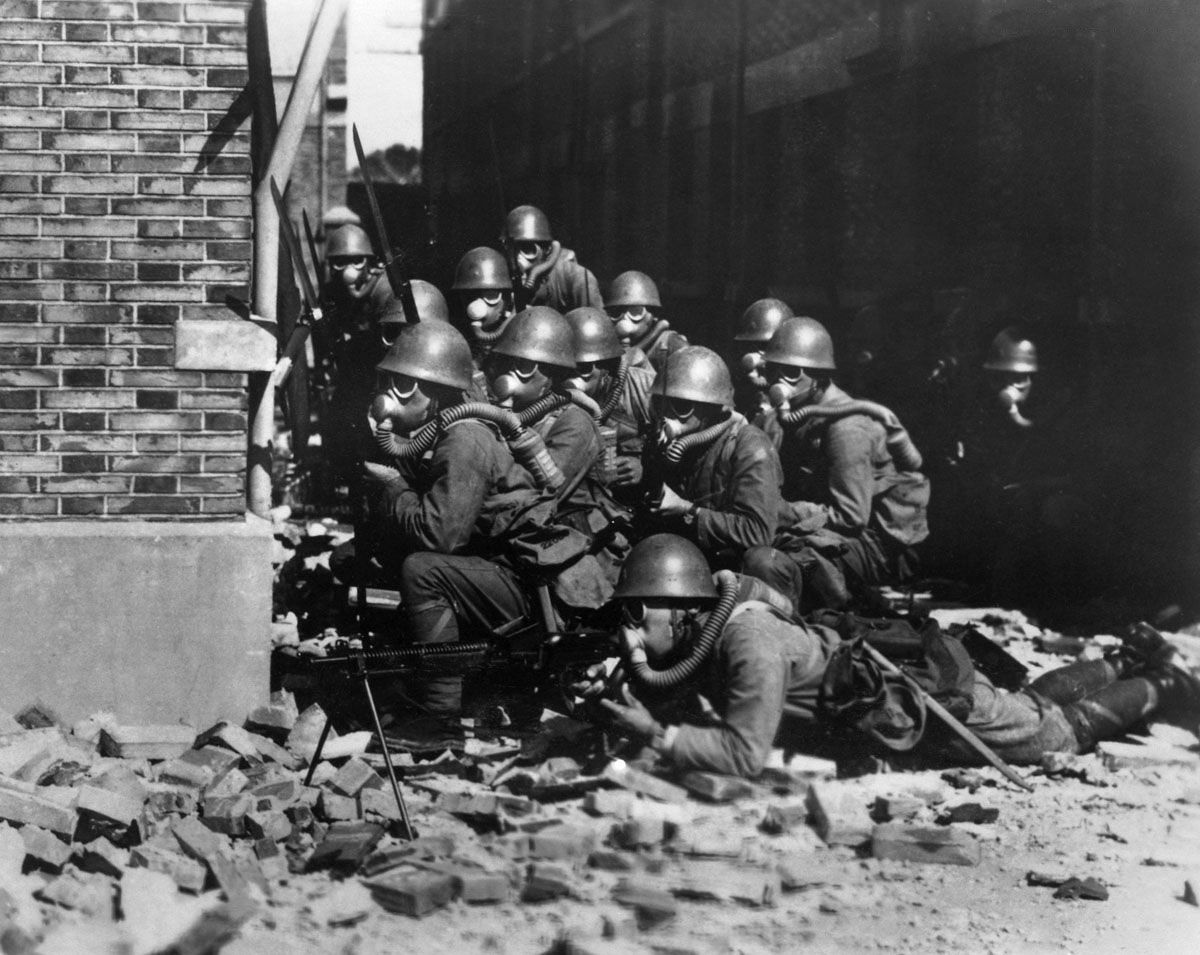
日軍在中國戰場戴上防毒面具的海軍陸戰隊部隊。

防毒面具能让佩戴者免于吸入空气中的污染物和有毒气体，完全覆盖其鼻和口部，以至于眼睛和面部其他脆弱的软组织。一些防毒面具具备呼吸器，常用于军事用途（如战场防护面具）。防毒面具的滤毒罐在生化环境下，功效一般可持续72小时。
空气中的有毒物质以气态（如第一次世界大战中使用的氯气）或微粒（如许多用生物药剂开发的细菌、病毒及毒素武器）。防毒面具可多用，建筑工程中常被用于隔绝焊接产生的烟雾，破拆工程中能防止石棉及其他有害微粒，化工行业中作为预防设备泄漏或清理泄漏物的设施。
防暴警察在骚乱中会用到催泪弹或CS催泪性毒气清场，防毒面具因而受到警察和抗爭者的青睐。防毒面具还是工业音乐的标志，因其涂鸦时佩戴面具能隔绝有毒烟雾，城市探险者冒险进入含石棉等有害物质的环境中，也会用到。

## 由来
早在黑死病橫掃歐洲各地時，瘟疫醫生就配戴了功能類似防毒面具的護具，這個面具眼睛處裝有玻璃護目鏡，前端鳥嘴狀構造裝有龍涎香、蜜蜂花、留蘭香葉、樟腦、丁香、鴉片酊、沒藥、玫瑰花瓣以及蘇合香等芳香物質，具有殺菌隔離疾病作用，可以說是防毒面具的前身。
而現代的防毒面具是伴随着化学武器的杀戮而诞生的。在第一次世界大战早期，对于毒气的防护还没有很好的办法，防护措施十分简陋；加拿大军队在同德军作战时，就在氯气弹袭来时在衣服上小便，然后用浸着尿液的衣服捂住口鼻来避免吸入氯气。1912年，一个非洲裔美国人Garrett A. Morgan发明了一种防毒面具，并在1914年获得专利，但防护能力依旧很有限，主要用来阻挡烟雾的刺激。
关于現代防毒面具的诞生，还有一个故事：在第一次世界大战中，德军于1915年4月的第二次伊普雷战役上使用了氯气，造成英法联军5000多名士兵中毒死亡。战场周围的大量野生动物也因为中毒而死，唯独野猪安然无恙。经专家实地考察和研究发现，当野猪嗅到强烈刺激的气味后，就本能地用嘴拱地，把长鼻子埋入疏松的泥土下，泥土对毒气起到了过滤和吸附的作用。人们也由此受到了启发，采用猪嘴的外形，并仿造疏松的泥土采用多孔的物质来吸收、吸附毒剂。

## 用途
防毒面具主要用来阻断经呼吸道产生毒性的毒气，如氯化氰（CK）、氯化苦（PS）等；对于生物毒剂的防护，也有一定的作用。在《禁止化学武器公约》生效后，防毒面具的需求曾一度降低；但随着全球反恐行动的加强，潜在的化学袭击的威胁依旧存在，防毒面具依旧是化学防护的重要器材，在各国的军队中都有相当的装备量。
此外，在有毒有害气体环境下工作的人群也在使用防毒面具作为防护；但一般民用防毒面具的結構沒有軍用的複雜，各项指标也不如军用的严格。针对民用的化学防护，设计出更多的外观，来适应不同人群的需要。

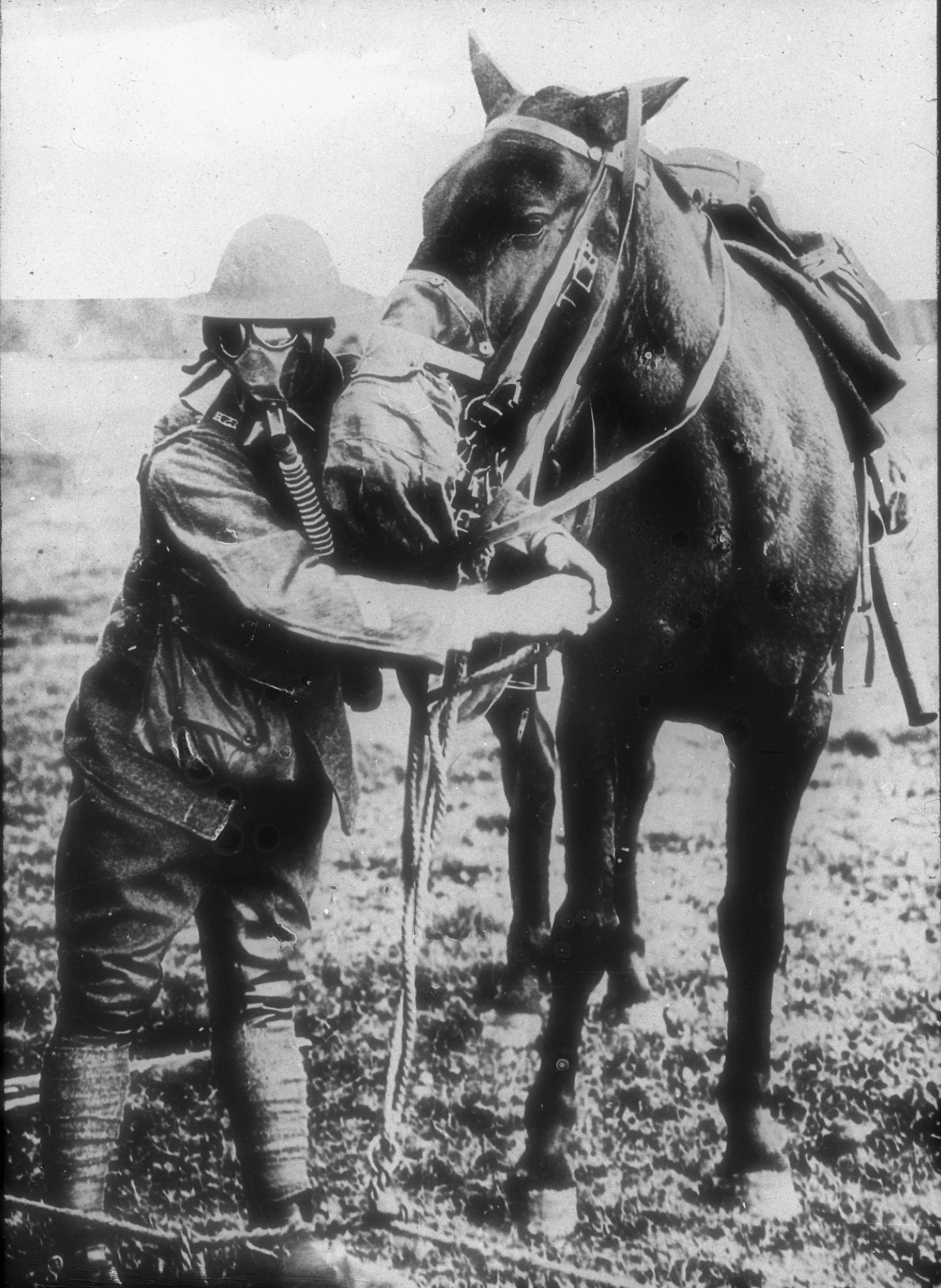
一戰防毒面具士兵和战马
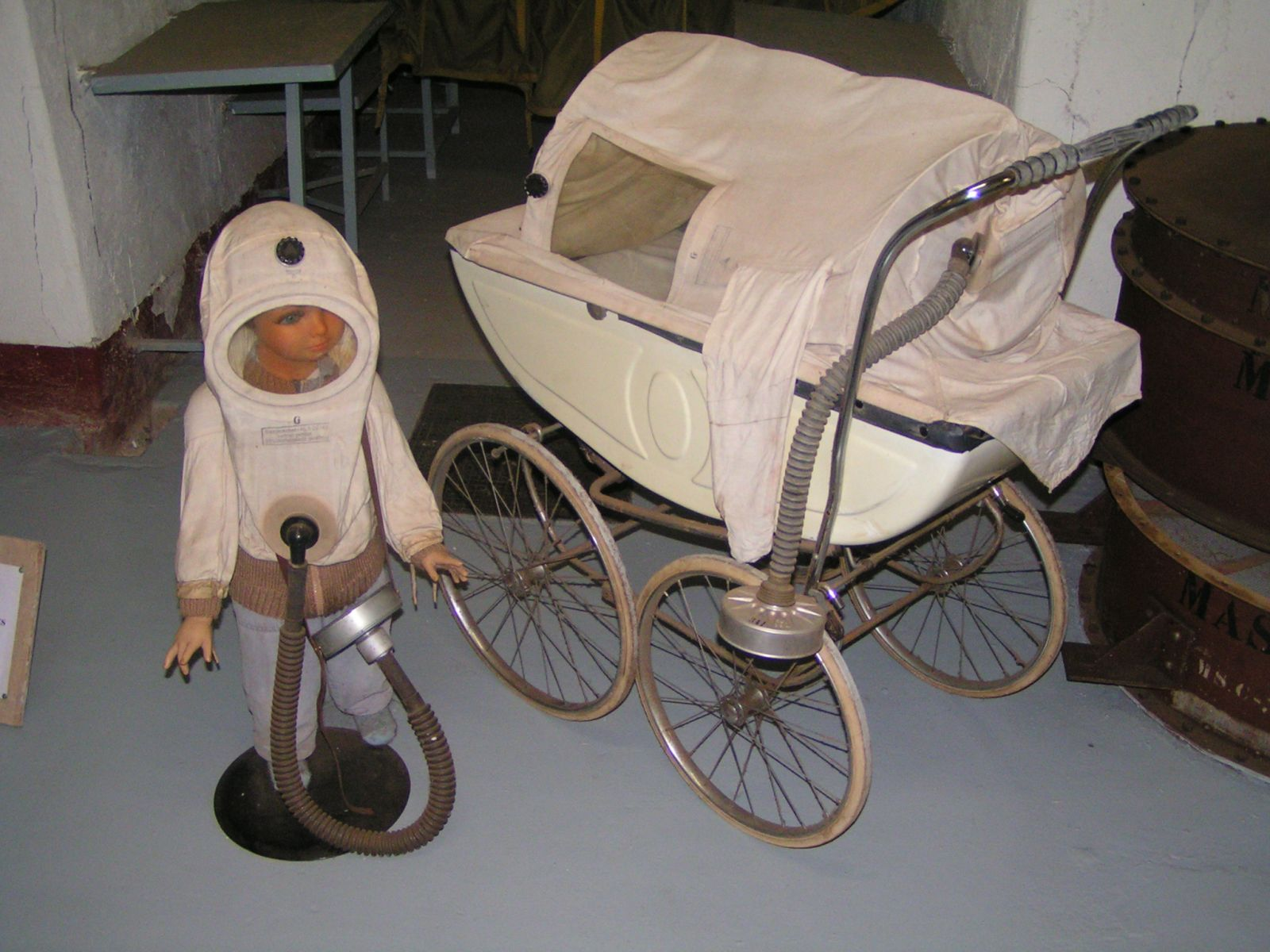
冷戰中为了民用防护，面具已脱离“猪头”的形象
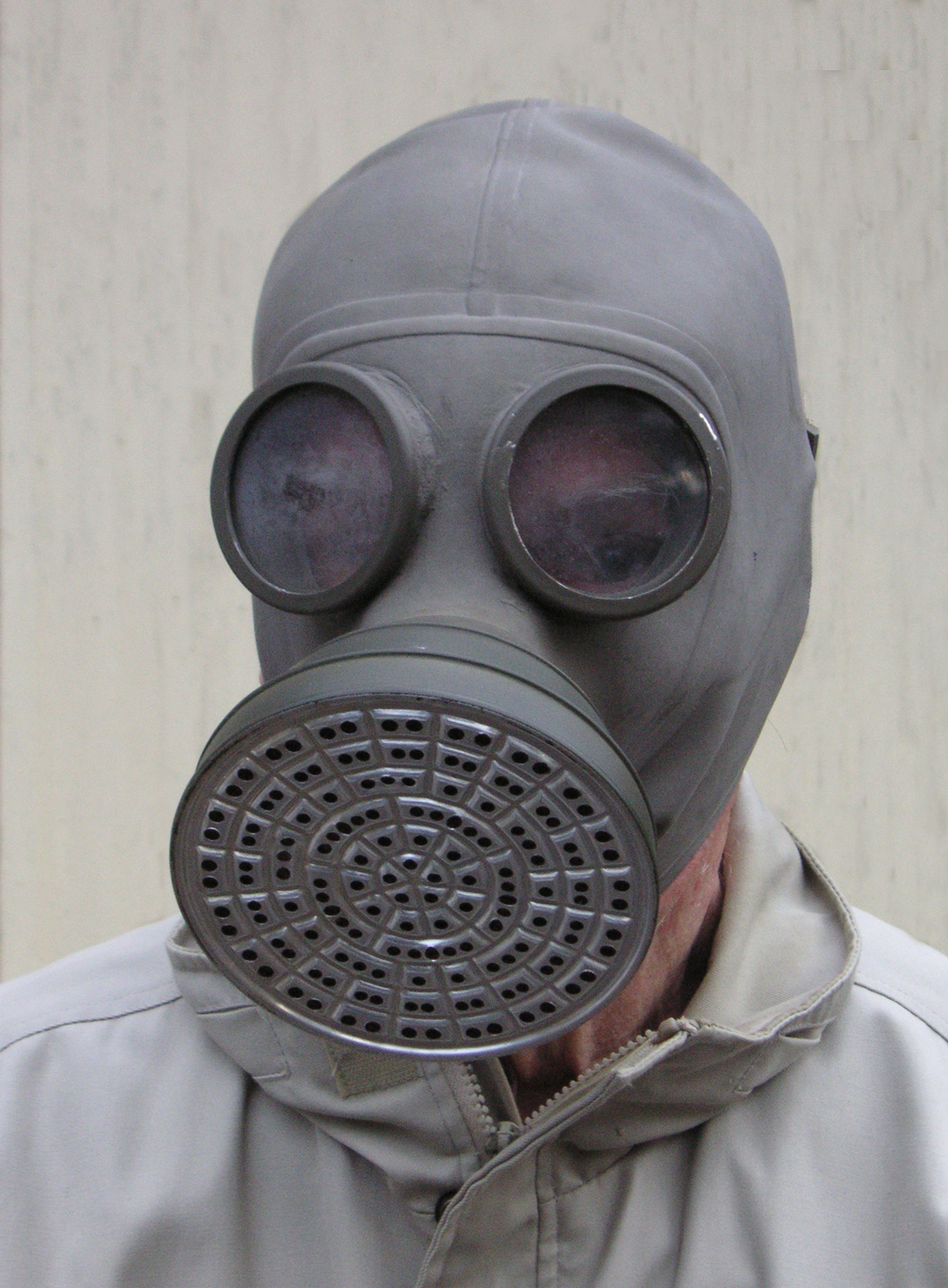
民用簡易防毒面具

## 构造
防毒面具的构造主要分成两个部分：过滤器和呼吸器。

### 过滤器
过滤器的主要部分是一个滤毒罐。毒气经罐内多孔物质吸附而失去毒效。考察防毒面具的防护能力主要是看过滤器的防护时间、空气流阻力和气凝胶过滤效率。
滤毒罐一般为圆柱形，由金属或塑料制成，表面多涂以防碱漆。内部有一层滤烟层，用于滤去烟雾颗粒，过滤元件有滤纸、玻璃纤维或其他合成材料。装填层内是经过处理的活性炭，用来针对不同的毒气进行吸附。
过滤器是通过螺口与呼吸器连接，螺纹的标准有NATO标准、中欧标准和中国标准。
为了保证贮存其中过滤器不致失效，在滤毒罐与空气接触部位有塑料盖密封。也曾有研发阻塞剂，针对先施放阻，先破坏滤毒罐后，再放化学武器

### 呼吸器

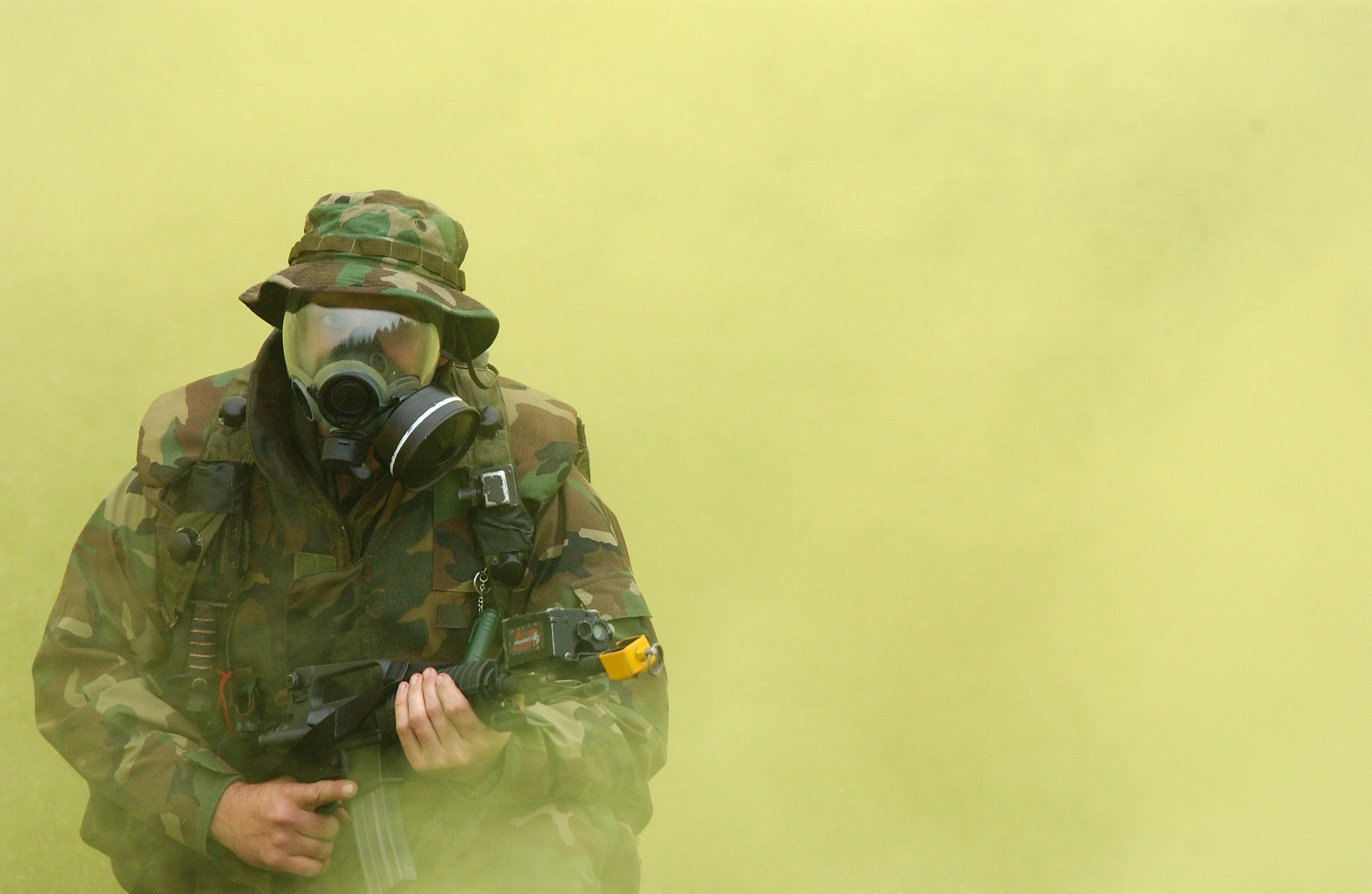
半圆形突起外眼罩可保障更好视野，左置或右置滤毒罐为口部通气活门留出空间，而且方便未裝置的那邊可以將槍托貼腮，以便瞄準目標射擊。

呼吸器是直接佩戴在人的面部，与过滤器相联接的部分。呼吸器可脱离过滤器使用，在一定情况下仅作为保证呼吸、补给氧气的装置。
- 面罩：面罩用密闭好、弹性较好的材料制成，有采用天然橡胶、聚氨酯等，其中要添加防隐性和防紫外线剂。面罩多从头顶延伸至脖颈，也有的只罩住口、鼻部。由条数不定的头带固定。
- 眼窗：眼窗部分要充分保证人员的视野，不同型号的防毒面具这部分有很大差别。早期的眼窗多制成圆形，后来采用倒三角形，也有的为了减少遮挡把两眼的镜片联为一体。眼窗的材料有采用高光学玻璃、层压玻璃或塑料制成，在边缘有卡箍固定，便于更换。许多面具的眼窗部位都留出了眼镜的空间，可以直接佩戴眼镜正常使用。也有的设计了眼镜环，可将眼镜插在上面使用。有些面具还设有外眼罩，来防止镜片受到低温或擦伤的影响。苏联生产的面具大多配有抗核闪爆的特殊滤镜。
- 阻水罩：位于鼻部，是由橡胶或柔软材料制成的单向活门，人呼出的气体从此排出，并防止呼出的湿气在镜片上结雾。
- 呼气活门：位于口部，有的位于面罩的最低点，便于排出面具内的液体，并保证不会使人接触毒气。
- 通讯设备：由于防毒面具把人隔离开，通讯成为了重要的问题。为解决这个问题，有的面具在口部或鼻子的上方，设计了通话器。有的在面具内部下麦克风，通过电线与头盔通信系统相连。对于飞行员的呼吸器还要考虑到飞机内的噪音影响，来保证通话品質。
- 饮水装置：防毒面具内的人员补给也很重要，饮水装置多采用安插导管与配套的水壶使用。导管多有金属制成，咬咀处是橡胶制成，仅当与水壶连接时才能打开。
- 滤毒罐座：是与滤毒罐相连的底座，与相同标准的滤毒罐匹配。滤毒罐做可以位于面罩的口部、左面颊部或右面颊部。有的可接入鼓风机系统，来辅助飞行员的呼吸。

对于呼吸器的防护能力，主要保证对呼吸道和皮肤刺激的物质无法与人接触，通常要保证面罩材料的化学惰性。对呼吸器的考察指标有吸气阻力和呼气阻力，还要有尽量少的着佩时间。

## 相關
- 化學防護車
- 防毒面具密闭性测试